# Zips
Zips (también Siggies o Geeps) es un término de argot en Estados Unidos que se utilizaba especialmente a principios del siglo XX. A menudo se utilizaba como insulto despectivo por parte de italoestadounidenses y sicilianos estadounidenses mobsters en referencia a los mafiosos sicilianos e italianos recién llegados. Se dice que los mafiosos de Estados Unidos tenían dificultades para entender los dialectos sicilianos de los nuevos inmigrantes, en los que las palabras parecían "pasar de largo" (en inglés: "zip by"). Otras teorías incluyen usos peyorativos, como la preferencia de los sicilianos por las armas de fuego improvisadas (en inglés: "zip guns").  Según otra teoría, el término es una contracción de un término del argot siciliano para "paletos" o "primitivos". Los mafiosos sicilianos más antiguos de la época anterior a la Prohibición, conocidos como "Mustache Petes", también eran llamados "zips". Fueron depuestos por mafiosos de origen estadounidense durante la Guerra de los Castellammarenses.